# Stipa nelsonii
Stipa nelsonii là một loài thực vật có hoa trong họ Hòa thảo. Loài này được Scribn. miêu tả khoa học đầu tiên năm 1898.

## Hình ảnh

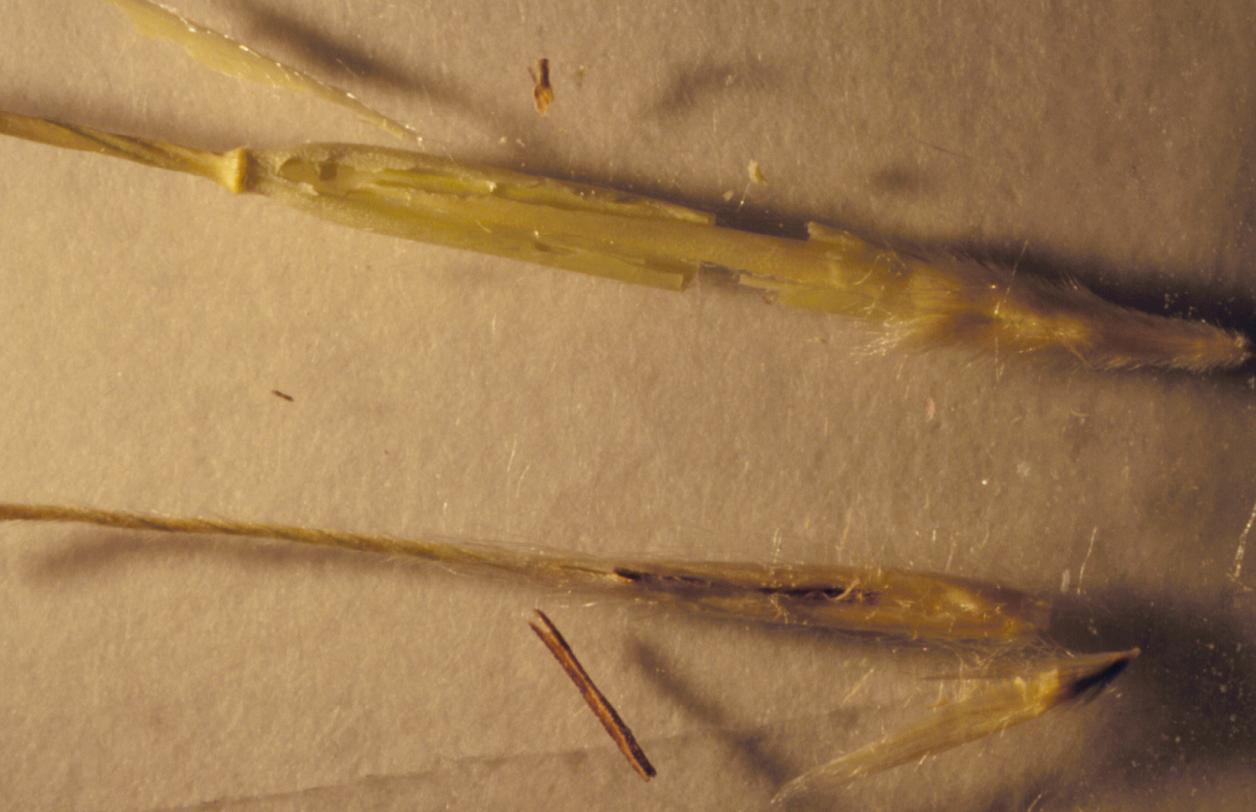
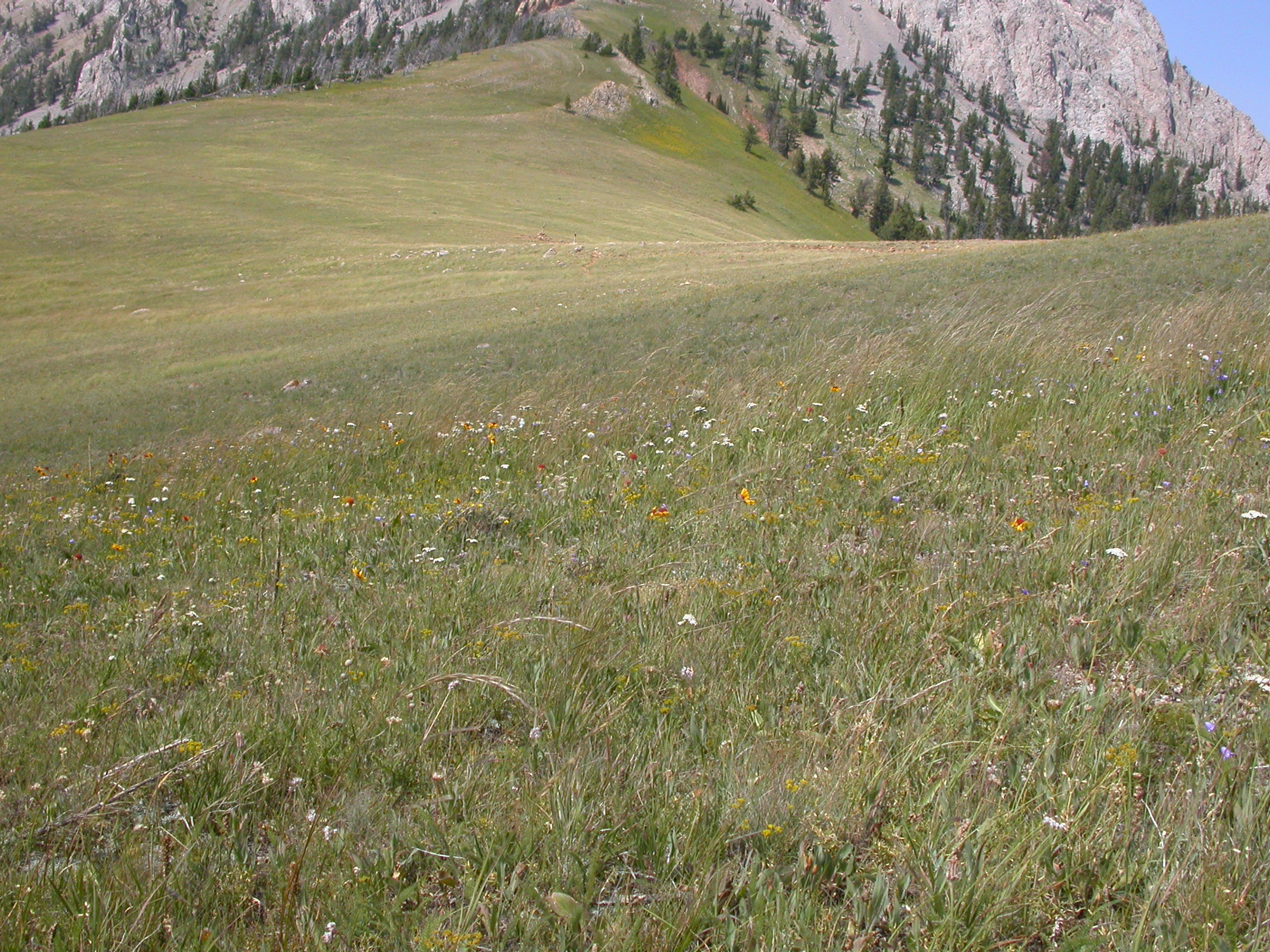
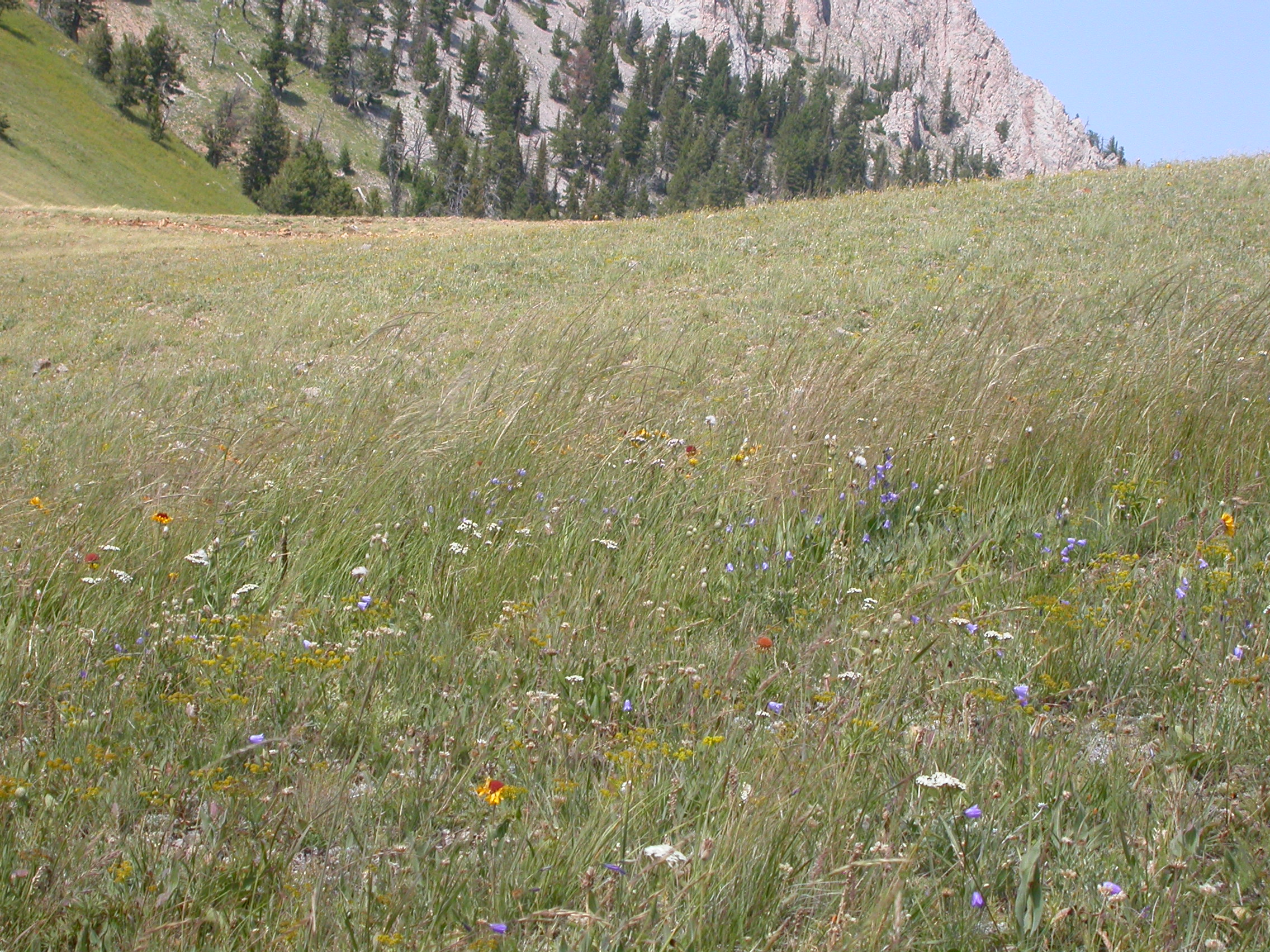
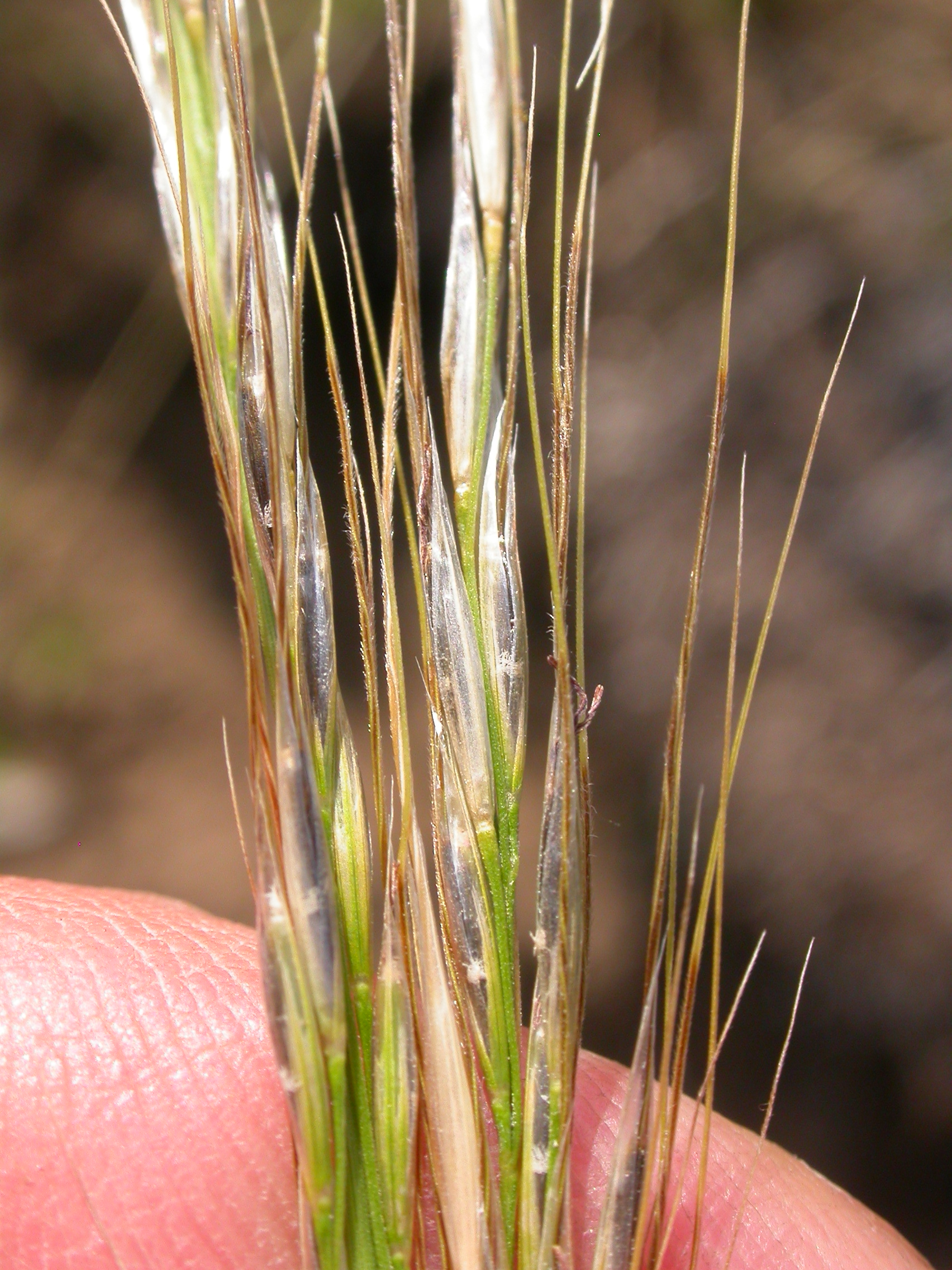